# Australasian Chemist and Druggist
Australasian Chemist and Druggist (abreviado Australas. Chem. Druggist	) fue una revista ilustrada con descripciones botánicas editada en Australia. Se publicaron 8 números  desde 1878 hasta 1885. Fue reemplazada por Australian Journal of Pharmacy.